# 400 mètres masculin aux Jeux olympiques d'été de 1984 (athlétisme)
Navigation
Moscou 1980 Séoul 1988
L'épreuve du 400 mètres masculin aux Jeux olympiques de 1984 s'est déroulée du 4 au 8 août 1984 au Memorial Coliseum de Los Angeles, aux États-Unis.  Elle est remportée par l'Américain Alonzo Babers.

## Résultats

### Finale
| Rang               | Athlète           | Pays          | Performance |
| ------------------ | ----------------- | ------------- | ----------- |
| Médaille d'or      | Alonzo Babers     | États-Unis    | 44 s 27     |
| Médaille d'argent  | Gabriel Tiacoh    | Côte d'Ivoire | 44 s 54     |
| Médaille de bronze | Antonio McKay     | États-Unis    | 44 s 71     |
| 4                  | Darren Clark      | Australie     | 44 s 75     |
| 5                  | Sunder Nix        | États-Unis    | 44 s 75     |
| 6                  | Sunday Uti        | Nigeria       | 44 s 93     |
| 7                  | Innocent Egbunike | Nigeria       | 45 s 35     |
| 8                  | Bert Cameron      | Jamaïque      | DNS         |

## Légende
Records et Performances
- AR : Record continental (area record)
- CR : Record des championnats (championship record)
- MR : Record du meeting (meet record)
- NR : Record national (national record)
- OR : Record olympique (olympic record)
- PR : Record paralympique (paralympic record)
- PB : Record personnel (personal best)
- SB : Meilleure performance personnelle de la saison (season's best)
- WL : Meilleure performance mondiale de l'année (world leader)
- WJR : Record du monde junior (world junior record)
- WR : Record du monde (world record)

Circonstances et Conditions
- DNF : N'a pas terminé (did not finish)
- DNS : N'a pas pris le départ (did not start)
- DQ : Disqualification (disqualification)
- NM : Aucun essai valable enregistré (No Mark)
- Q : Qualifié « directement » au prochain tour (ou à la prochaine compétition), lors d'une compétition majeure, grâce au classement ou à la réalisation des minima (automatic qualifier)
- q : Qualifié au prochain tour (ou à la prochaine compétition), lors d'une compétition majeure, grâce au repêchage ou à la réalisation de l'une des meilleures performances parmi celles des « non qualifiés directement » (grâce au meilleur temps ou à la meilleure distance par exemple) (secondary qualifier)